# Metzig (Molsheim)
La Metzig, également appelée les grandes boucheries, est l'ancien site de la corporation des bouchers de Molsheim, dans le département français du Bas-Rhin, en Alsace. Construit en 1583, le bâtiment est classé monument historique depuis 1920.
Après avoir longtemps abrité le musée historique de la Ville, qui déménage en 1986 dans l'ancienne chartreuse, la Metzig abrite au XXIe siècle un restaurant qui occupe le rez-de-chaussée, et une salle de réunion ou d'exposition au premier étage.

## Localisation et nom
Ce bâtiment est situé place de l'Hôtel-de-ville à Molsheim, en face de la mairie.
Le nom fait référence directement au métier, puisqu'il signifie « abattoir » ou « marché de la viande ».

## Historique

### Historiographie
Les premières études historiques menées sur Molsheim au début du XXe siècle sont menées notamment par le chanoine Gass. Celui-ci estime, se fondant sur les livres de compte de la ville, que la Metzig est antérieure à la guerre des Paysans. En effet, une dépense de neuf livres est indiquée en 1525-1526 pour la construction des « nouvelles boucheries » ; les six bouchers de la corporation molshémienne payent en conséquence trente sous chacun pour cette édification. Rien ne permet d'affirmer que cette première Metzig était située à l'emplacement actuel.

### Études récentes
En réalité, une première Metzig est attestée dès 1416 ; un texte qui raconte que Dietrich Bermann et Hansemann Stickel, , vendent une rente d'une livre et six sous sur leur Stube. Mais ce bâtiment ne correspond pas à l'édifice présent au XXIe siècle. Ce dernier présente un style Renaissance qui ne permet pas d'envisager une construction antérieure au XVIe siècle. Une analyse de la charpente par dendrochronologie est réalisée en 2004, qui permet d'affirmer que la charpente de l'édifice date de 1583.
Les archives de la ville montrent effectivement à cette date la construction d'un bâtiment important, mais qui est alors appelé Kauffhauß (magasin), construit sur l'emplacement d'un bâtiment communal effondré nommé Laube.

### Classement
L'édifice fait l'objet d'un classement au titre des monuments historiques depuis 1920.

## Architecture
La Metzig est le bâtiment profane le plus emblématique de Molsheim. Il comporte deux étages, un rez-de-chaussée voûté et une grande salle au premier. Trois étages de combles complètent l'édifice. Le rez-de-chaussée constituait du temps de la corporation à la fois l'abattoir et le lieu de vente de la viande, les arcades de façade en plein cintre constituant les points de vente tournés vers l'extérieur,. Ce rez-de-chaussée est au XXIe siècle utilisé comme restaurant.
Le premier étage, accessible par un double escalier, est agrémenté d'une galerie dont la balustrade est ouvragée en pierre. L'escalier est surmonté d'une tourelle Renaissance, datée de 1607, et ornée d'une horloge à jacquemarts. Deux angelots de pierre y sonnent les heures et les quarts d'heure. Cette façade, tournée vers la place, affirmait le caractère de prestige de l'édifice en rapport avec l'importance de la corporation qu'il représentait. Le premier étage avait des fonctions de représentation, la corporation y tenant des réunions et des banquets,.
En 1962, lors d'un voyage en Alsace, Charles de Gaulle alors premier président de la  Cinquième République prononce un discours depuis une estrade construite juste devant la Metzig. Jusqu'en 1986, le premier étage de la Metzig abrite le musée historique de la ville. À cette dernière date, le musée déménage dans le « prieuré de la Chartreuse », alors tout juste restauré.

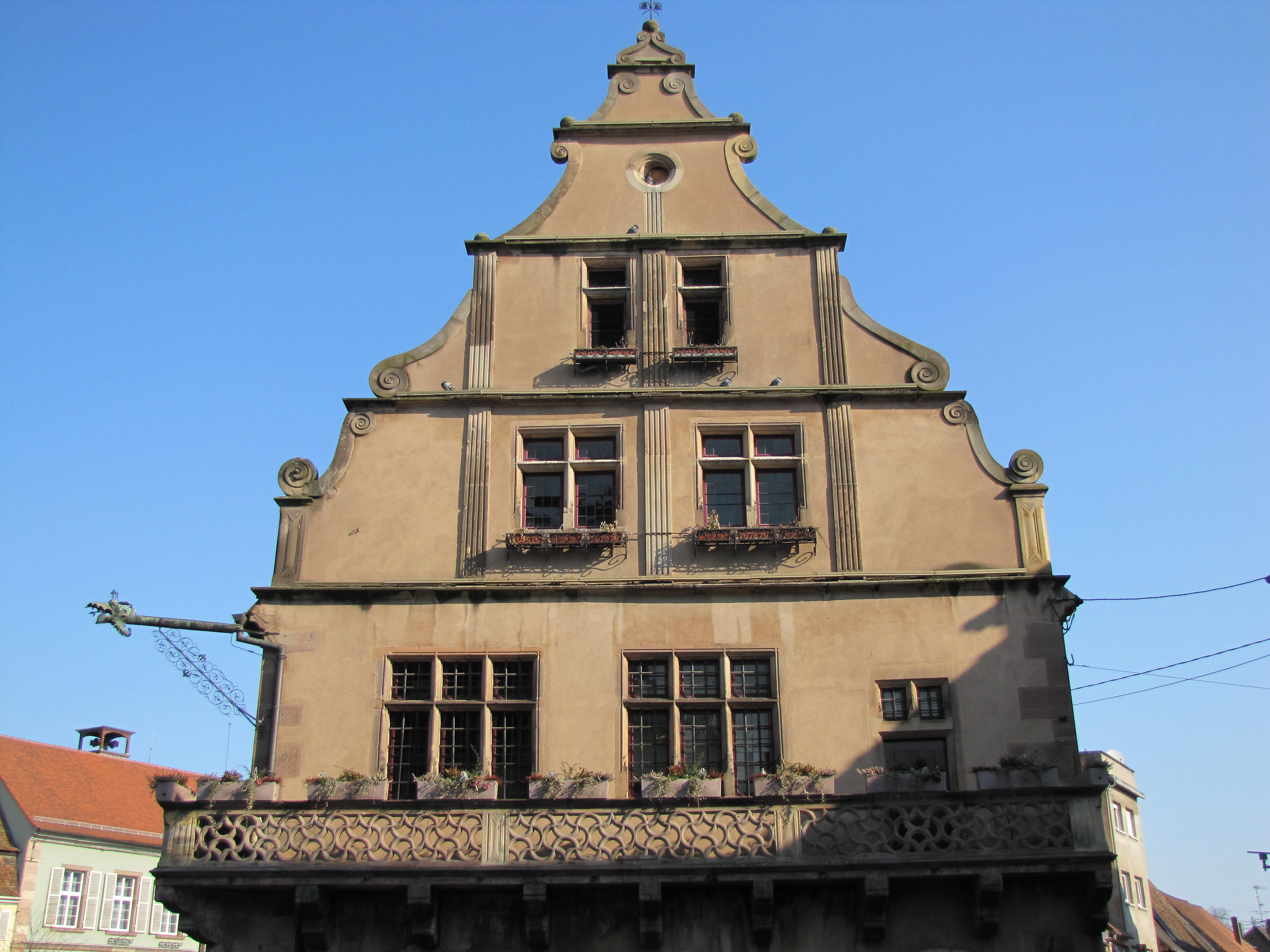
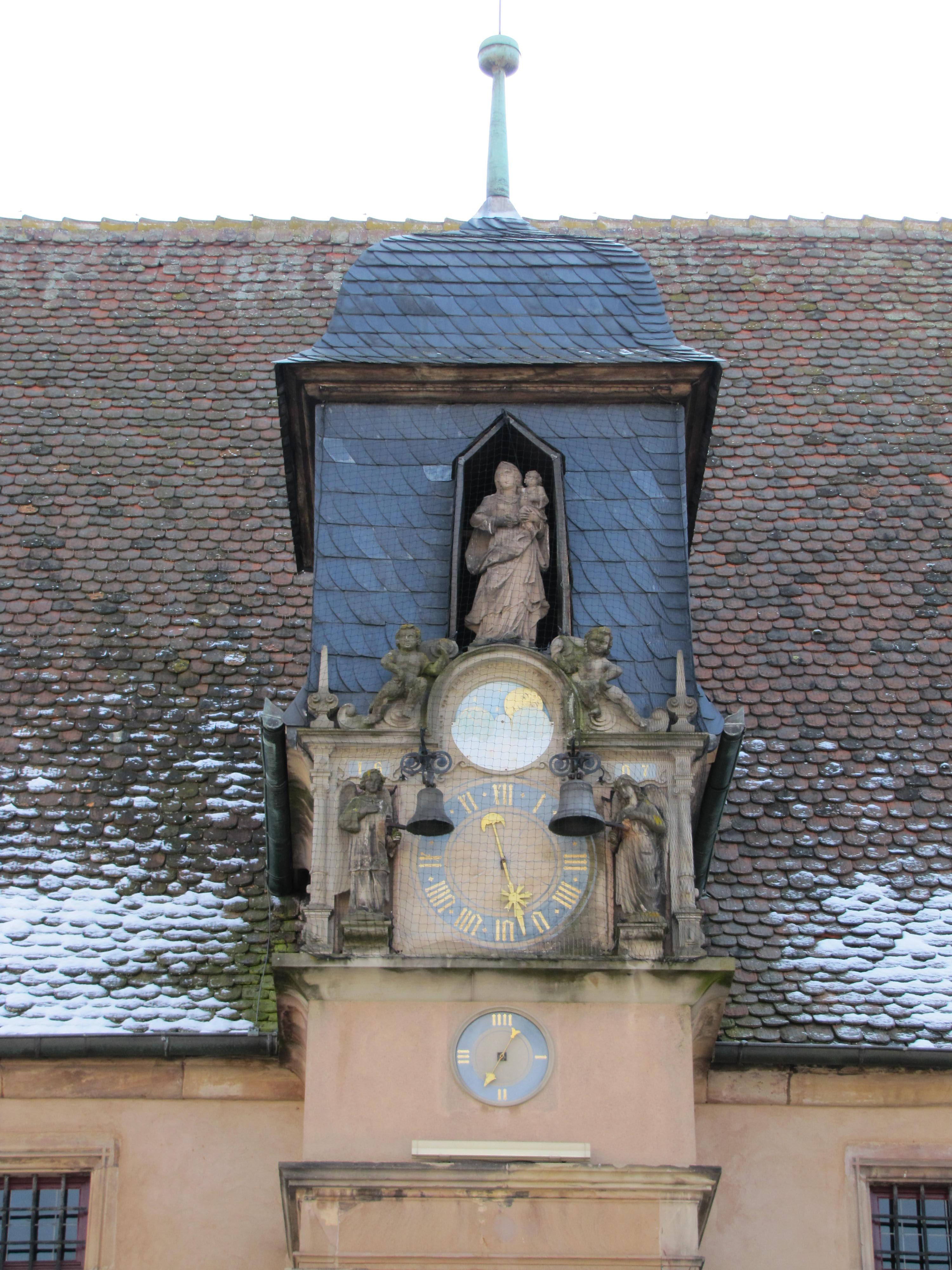
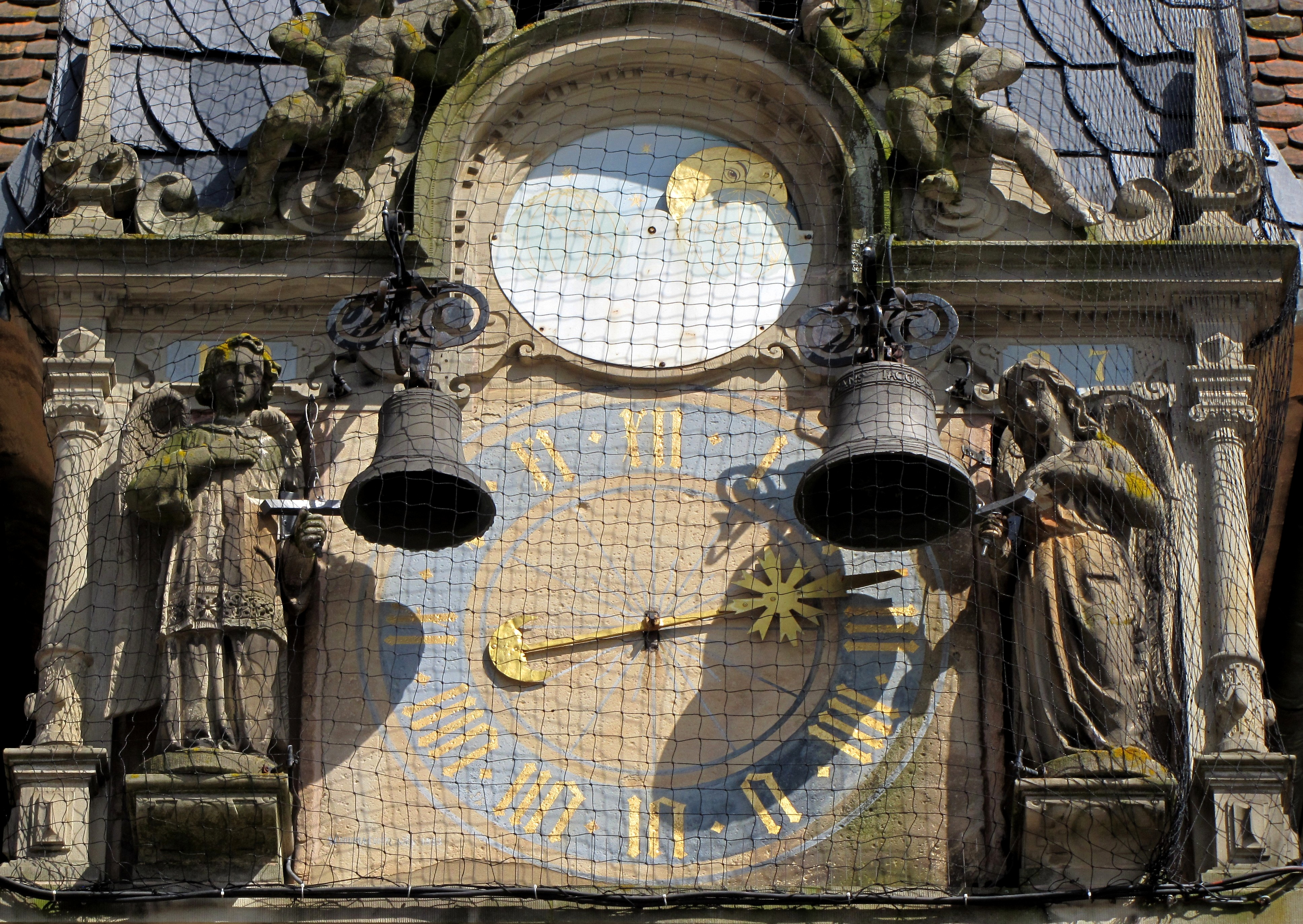
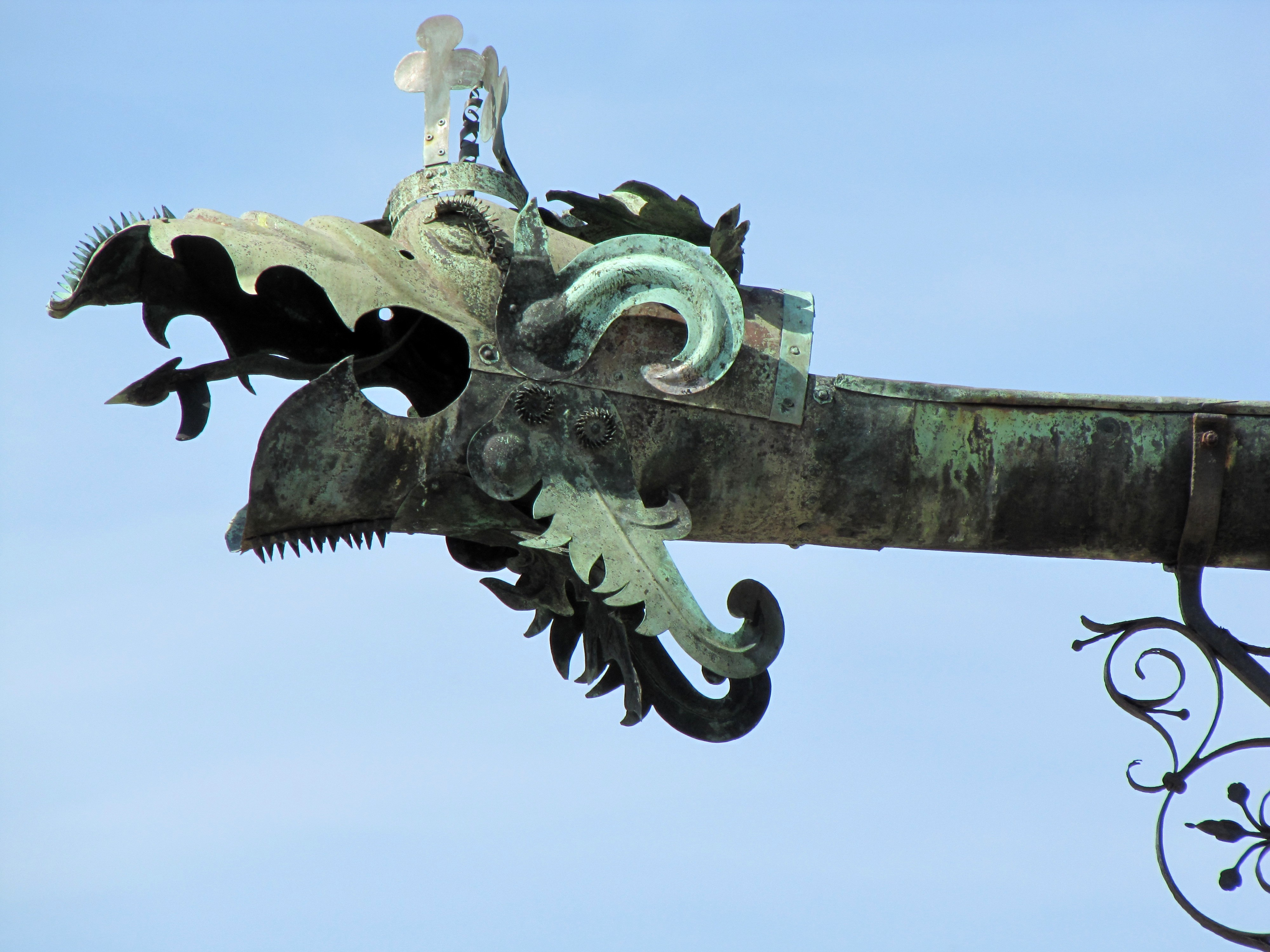
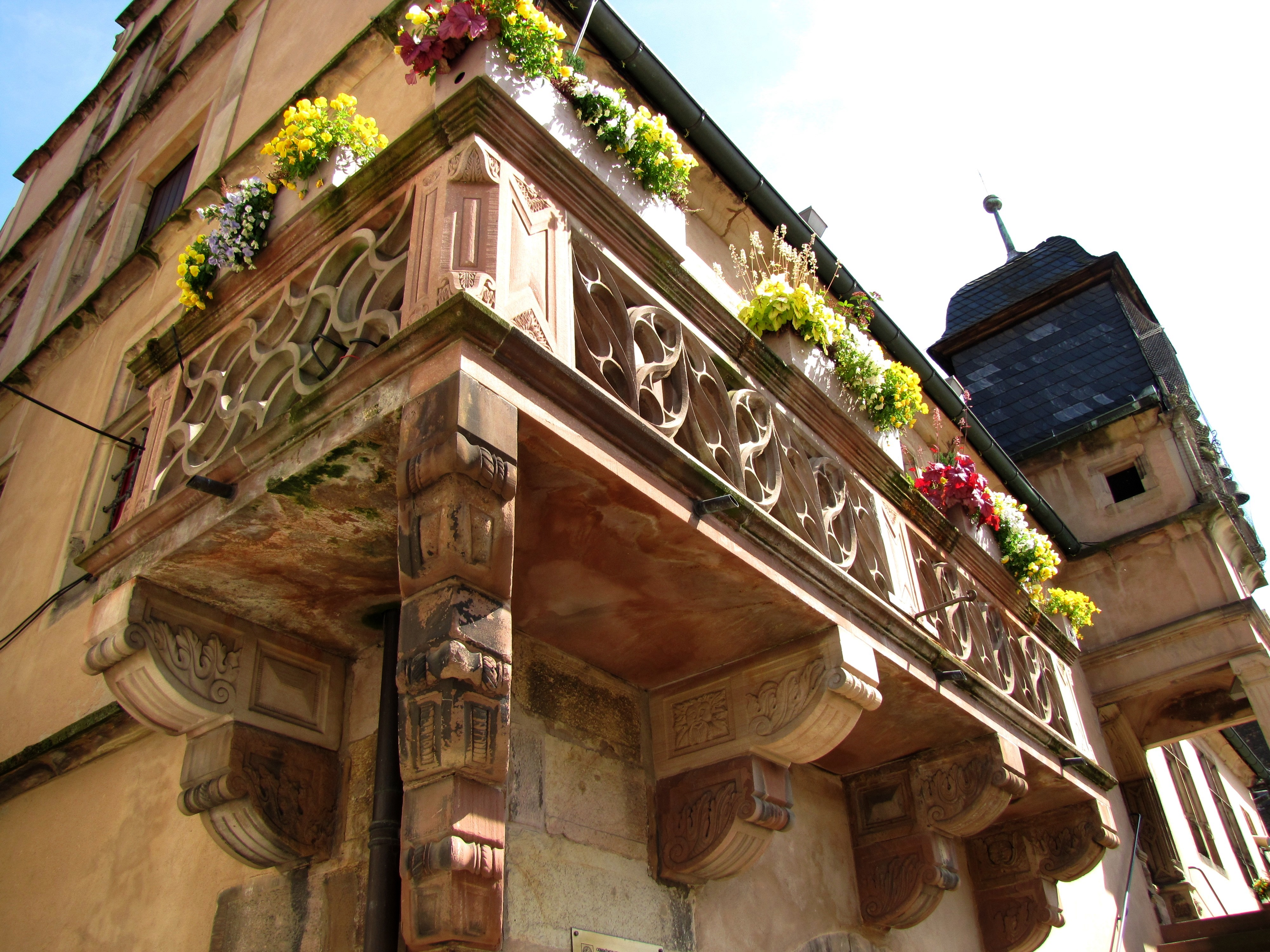